# Disney-Hyperion
Disney-Hyperion ist eine Buchverlagsmarke der Disney Book Group, die wiederum zur Disney Publishing Worldwide, einer Abteilung von Disney Experiences, gehört. Das  Imprint ist nach der Hyperion Avenue benannt, dem Standort der Walt Disney Studios vor 1939.

## Geschichte
Disney-Hyperion wurde 1999 als Imprint der Disney Publishing Worldwide in Zusammenarbeit mit Hyperion Books geschaffen, um Bücher für Kinder und junge Erwachsene herauszubringen.
Bei Disney-Hyperion erschienen unter anderem die Buchreihen Percy Jackson & the Olympians, Die Kane-Chroniken und Magnus Chase von Rick Riordan und Gallagher Girls von Ally Carter. Zu weiteren namhaften Autoren des Verlags zählen unter anderem Ridley Pearson, Ryan T. Higgins und Melissa de la Cruz. Die Autobiografie von Miley Cyrus, Miles to Go, wurde ebenfalls von Disney-Hyperion publiziert.
Mit der Übernahme von Disneys Hyperion Books im Jahr 2013 durch die Hachette Book Group wurde bekannt gegeben, dass Disney das Imprint Disney-Hyperion behalten werde.
2018 gab Disney bekannt, dass Disney-Hyperion unter dem Imprint Rick Riordan Presents zukünftig von den Mythologien verschiedener Kulturen inspirierte Kinder- und Jugendbücher herausbringen wird.